# Lycée Condorcet
Pour les articles homonymes, voir Condorcet.
Le lycée Condorcet est un lycée du 9e arrondissement de Paris, situé au 8, rue du Havre, entre la gare Saint-Lazare et le boulevard Haussmann. Il est l’un des quatre plus vieux lycées de Paris.

## Histoire du lycée

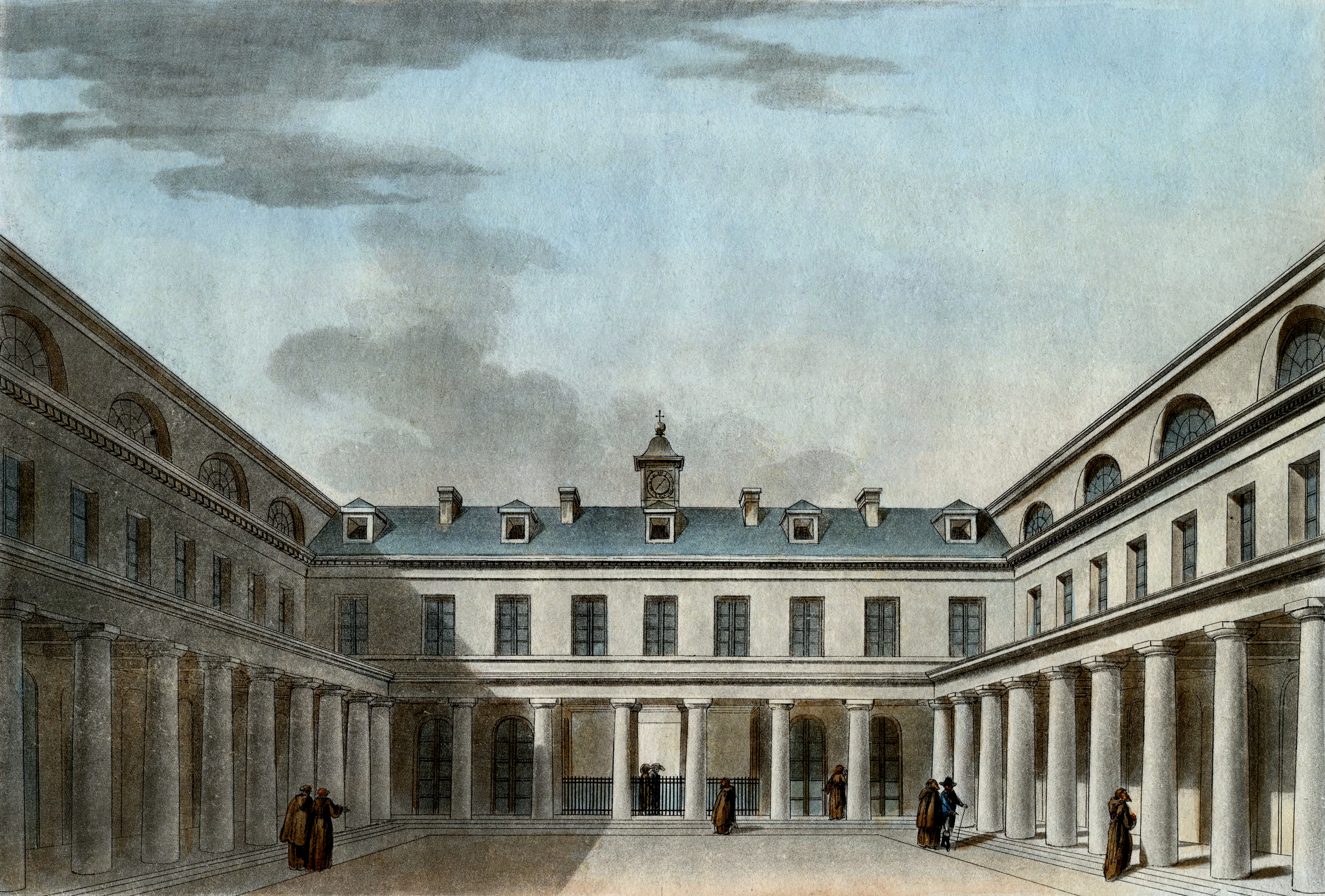
Gravure du début du XIXe siècle figurant la cour de l'ancien cloître.

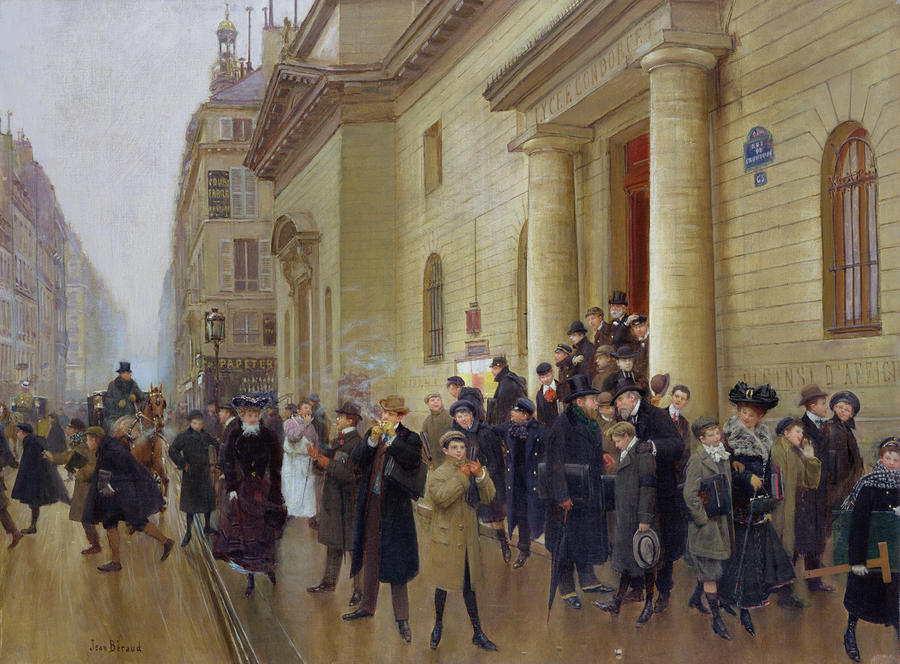
L'entrée du lycée telle que représentée dans le tableau La sortie du lycée Condorcet de Jean Béraud. Il s'agit de l'actuelle façade arrière de l'établissement, rue de Caumartin.

### De la fondation jusqu'à la fin du Second Empire
Le lycée Condorcet a été fondé rue Sainte-Croix, dans le quartier de la Chaussée-d'Antin, dans les bâtiments du cloître des Capucins construits par Alexandre-Théodore Brongniart en 1781, par un décret du 23 fructidor an XI (10 septembre 1803). Ouvert en 1804, il est l'un des quatre plus vieux lycées de Paris.
Pendant la plus grande partie du XIXe siècle, le lycée a été le « grand lycée libéral » de la rive droite grâce à son régime relativement souple, qui le faisait choisir par la bourgeoisie progressiste pour ses fils.
Il compte parmi les rares lycées parisiens à n’avoir jamais eu d'internat : les élèves qui n’étaient pas logés chez leurs parents travaillaient, mangeaient, et couchaient chez des maîtres de pension du quartier.
Afin de permettre l'élargissement de la rue Saint-Lazare et de lotir son pourtour, une convention est signée en 1844, dans laquelle le lycée doit sacrifier une large partie de son jardin. La même année, le percement de la rue du Havre est réalisé afin de faciliter les déplacements devant la nouvelle gare. En contrepartie de la perte de son parc, le lycée est autorisé à s'étendre jusqu'à la nouvelle voie. Vingt ans plus tard un bâtiment y est construit, qui constitue l'actuelle entrée de l'établissement. En 1853, le lycée est menacé de destruction, alors qu'il est projeté d'ériger une immense basilique à son emplacement.
Au XIXe siècle, les autorités politiques veillent particulièrement à préserver l'environnement direct des lycées, afin qu'ils ne soient pas pollués par des éléments jugés dangereux ou bruyants, qu'il s'agisse d'activités industrielles, de résidences étudiantes ou de débits de boisson. Sous le Second Empire le passage du Havre, situé près du lycée Condorcet, est ainsi considéré comme un lieu de dépravation où les élèves « peuvent [se] procurer des friandises, des images licencieuses, des romans libertins ou des pamphlets politiques » note l'historien Marc Le Cœur.

### Troisième République
À la rentrée 1880, notamment à cause du trop grand nombre de nouveaux élèves, le lycée est contraint de louer des boutiques rue de Rome pour y installer ses classes élémentaires et de transformer l'appartement du censeur et le cabinet du proviseur en salles de classe.
On surnomme le bâtiment principal de la rue du Havre « Grand Condorcet », par opposition au « petit Condorcet » (situé dans le même quartier, rue d'Amsterdam), petit lycée transformé depuis en collège.
En 1894, ce sont des élèves du lycée Condorcet qui créent le Racing Club de France.
En 1904 commence l'affaire Thalamas, du nom d'un professeur du lycée Condorcet qui dans son cours d'histoire avait été accusé « d'outrager devant ses élèves la mémoire de Jeanne d'Arc ».

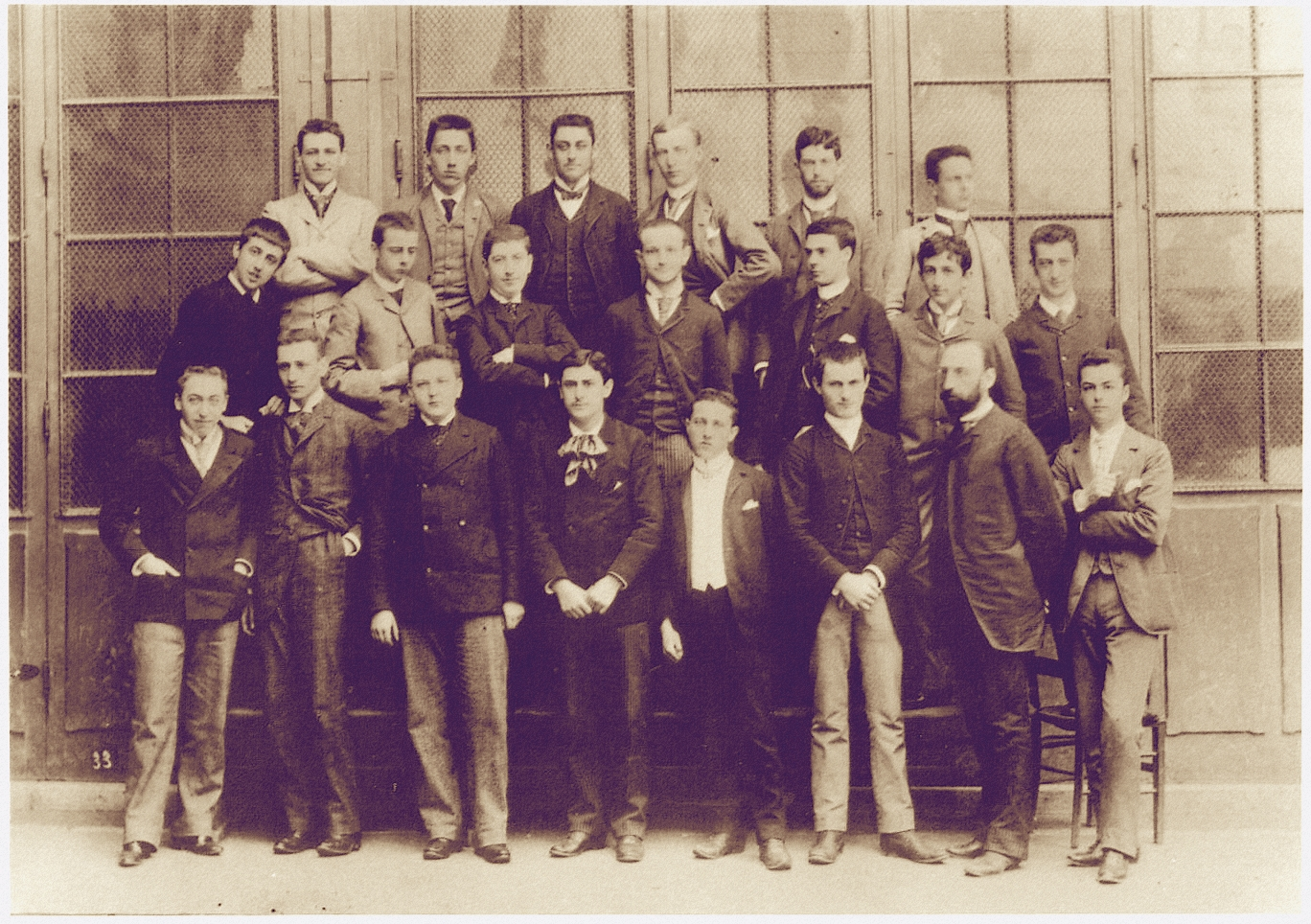
Marcel Proust (au deuxième rang, le premier à gauche) au lycée Condorcet, 1888-1889.

Sous la Troisième République, le lycée est un vecteur d'intégration sociale pour la bourgeoisie juive. Les Juifs y sont en effet surreprésentés par rapport à d'autres établissements (Henri Bergson, Georges Mandel, Marcel Proust, etc.). Cela s'explique par la localisation du lycée dans un quartier à l'urbanisme récent, les Juifs aisés montés de la province à Paris s'installant à proximité ou plus généralement dans les quartiers voisins de l'ouest parisien. Par ailleurs, Condorcet étant non confessionnel, les élèves y sont égaux quelle que soit leur religion, l'établissement étant doté d'une pédagogie « relativement ouverte et libérale » note l'historien Pierre Albertini. Les élèves juifs y côtoient de nombreux élèves protestants, tous étant marqués par une ferveur pro-républicaine. Dans les années 1930, l'arrivée de Juifs d'Europe centrale et d'Orient de souche plus populaire marque une évolution de la sociologie scolaire.

### Seconde Guerre mondiale
En raison de la Débâcle et de l'Exode, la moitié des élèves du lycée partent en banlieue ou en province lors de l'année scolaire 1939-1940.
Sous l'Occupation, cinq professeurs juifs de l'établissement sont révoqués dès 1940-1941, suivant la loi portant statut des Juifs. Jean-Michel Atlan et Henri Dreyfus-Le Foyer en font partie (ce dernier a été remplacé par la suite par Jean-Paul Sartre, ce qui engendra a posteriori une vive polémique). Le professeur d'histoire Charles-André Julien, lui, manifeste sa solidarité à l'égard de ses élèves juifs.
Durant l'année scolaire 1938-1939, sur 2600 élèves (1400 au grand Condorcet, 1200 au petit lycée), au minimum 10-12 % étaient juifs. En avril 1943, leur nombre a diminué de 90 %, 23 portant à cette date l'étoile jaune (obligatoire depuis le 7 juin 1942). En 1940 a déjà lieu une baisse de 40 %, en raison notamment des premières mesures antijuives du gouvernement et du départ des familles de la capitale vers la province. Serge Gainsbourg quitte par exemple le lycée en 1941, pour n'y revenir qu'en 1944. Entre la fin de l'année scolaire et la rentrée 1942, la moitié des élèves juifs encore scolarisés ne reviennent pas, dans un contexte marqué par les rafles et les déportations. À ce titre, Bertrand Herz fuit à Toulouse mais y sera arrêté deux ans plus tard et déporté à Buchenwald. Des 14 élèves de Condorcet arrêtés, il fait partie des trois qui ont survécu, avec Roger Perelman ; la part de Juifs étrangers ayant disparu est plus importante que celle des Juifs français. Toutefois, aucune mesure n'excluait officiellement les Juifs de la scolarisation, chose jugée inutile puisque leur disparition avait déjà lieu de facto ; certains continuent même de recevoir des prix, ce qui témoigne au lycée Condorcet d'une administration et d'un professorat bienveillants note Pierre Albertini. Mais cette ouverture participait paradoxalement à leur imposer des déplacements publics dans un quartier où ils pouvaient être facilement arrêtés, contrairement aux anciens élèves partis se cacher. En décembre 1943, on ne compte plus que 9 élèves juifs à Condorcet, et 4 en juin 1944. À la fin de la guerre, la Wehrmacht envisage de transformer le lycée en centre d'hébergement de soldats avant leur départ pour le front de Normandie.
Un monument aux morts est installé dans le parloir mais tous les noms des anciens élèves juifs assassinés et exterminés n'y figurent pas (notamment Victor Basch et Georges Mandel), tandis qu'un nom est même estropié.

### Féminisation puis mixité
La mixité est apparue progressivement au lycée Condorcet. Il été l'un des premiers établissements masculins, en 1924, à accueillir des élèves féminines dans ses classes préparatoires aux grandes écoles : en 1927 l'une d'elles, Clémence Ramnoux, devient la première normalienne littéraire de la rue d'Ulm. En 1972, année de l'ouverture de l'École polytechnique aux filles, c'est une élève du lycée Condorcet, Anne Chopinet, qui est reçue première au concours.

### Mai 68
L'établissement s'est officieusement appelé « lycée Karl-Marx » le temps de quelques jours, pendant les événements de mai 68. 

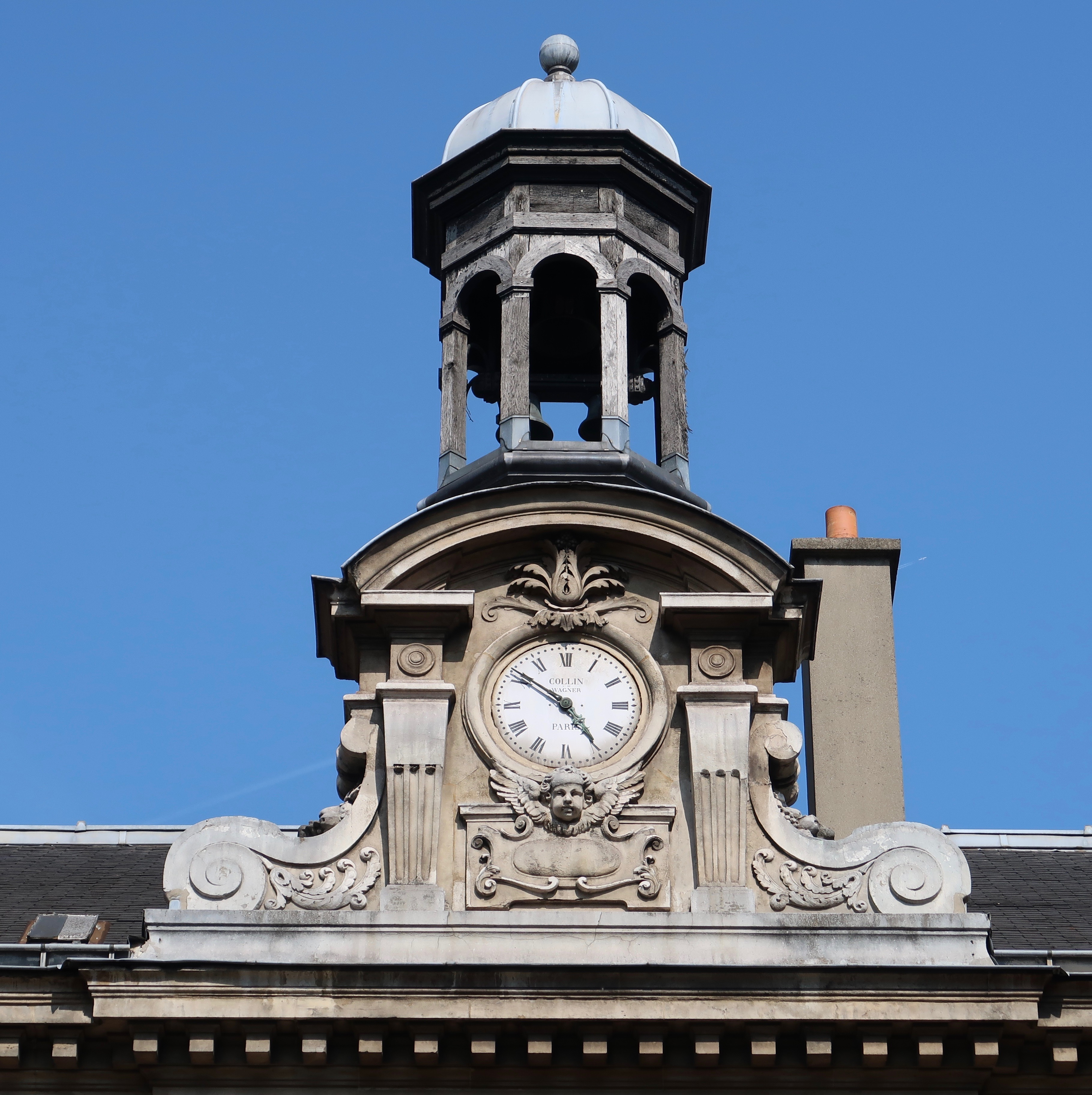
Clocheton de la façade.

### Liste des noms portés par le lycée
L’établissement a porté successivement les noms de :
- lycée de la Chaussée d’Antin (1804) ;
- lycée impérial Bonaparte (1805-1814) ;
- collège royal de Bourbon (juillet 1815 – février 1848) ;
- lycée Chaptal puis lycée Fourcroy (1848) ;
- lycée impérial Bonaparte (1848-1870) ;
- lycée Condorcet (22 octobre 1870 – 1874), en l’honneur de Nicolas de Condorcet (1743-1794) ;
- lycée Fontanes (1er mai 1874 – 27 janvier 1883), en l’honneur de Louis de Fontanes (1757-1821) ;
- lycée Condorcet (depuis 1883).

## Accès
Le lycée est accessible par les stations de métro Havre-Caumartin et Saint-Lazare. Le collège est desservi par les stations Liège et Place de Clichy.

## Enseignement
Une particularité du lycée Condorcet est sa taille relativement réduite (environ 500 lycéens et 500 élèves de classes préparatoires). Le « Petit Condorcet » situé 61, rue d'Amsterdam dans le 8e arrondissement était le petit lycée de Condorcet. Il est devenu le collège Condorcet. Le proviseur du lycée est Patrick Rouil, les associations de parents d'élèves sont la PEEP et la FCPE, et les élèves du lycée Condorcet sont appelés les « condorcéens ».
Le lycée accueille des classes préparatoires aux concours littéraires (A/L et LSH) et scientifiques (MP, PC et PSI).

## Classements

### Classement du lycée
| Classements               | Classements       | Classements |
| Nom                       | Académie de Paris | National    |
| ------------------------- | ----------------- | ----------- |
| Le Figaro Étudiant (2020) | 6                 | 9           |
| L'Internaute (2022)       | 3                 | 3           |
| L'Express (2022)          | 8                 | 12          |

En 2017, le lycée se classe 2e sur 109 au niveau départemental quant à la qualité d'enseignement, et 4e au niveau national. Le classement s'établit sur trois critères : le taux de réussite au bac, la proportion d'élèves de première qui obtient le baccalauréat en ayant fait les deux dernières années de leur scolarité dans l'établissement, et la valeur ajoutée (calculée à partir de l'origine sociale des élèves, de leur âge et de leurs résultats au diplôme national du brevet).

### Classement des CPGE
Le classement national des classes préparatoires aux grandes écoles (CPGE) se fait en fonction du taux d'admission des élèves dans les grandes écoles.
En 2016, L'Étudiant donnait le classement suivant pour les concours de 2015 :
| Filière | Élèves admis dans une grande école* | Taux d'admission* | Taux moyen sur 5 ans | Classement national | Évolution sur un an |
| --- | ----------------------------------- | ----------------- | -------------------- | ------------------- | ------------------- |
| Khâgne A/L | 5 / 42 élèves                       | 11,9 %            | 8,1 %                | 6e sur 44           | 12                  |
| Khâgne LSH | 7 / 54 élèves                       | 13 %              | 15,8 %               | 6e sur 84           | =                   |
| MP / MP* | 19 / 77 élèves                      | 24,7 %            | 21,7 %               | 16e sur 119         | 1                   |
| PC / PC* | 0 / 25 élèves                       | 0 %               | 1,2 %                | 56eex-æquo sur 119  | 8                   |
| PSI / PSI* | 25 / 40 élèves                      | 62,5 %            | 47,5 %               | 6e sur 123          | 4                   |
| Source : Classement 2016 des prépas - L'Étudiant (Concours de 2015). * le taux d'admission dépend des grandes écoles retenues par l'étude. En khâgnes, ce sont l'ENSAE, l'ENC, les 3 ENS, et 5 écoles de commerce qui ont été retenues. En filières scientifiques, c'est un panier de 11 à 17 écoles d'ingénieurs qui a été retenu selon la filière (MP, PC, PSI, PT ou BCPST). |                                     |                   |                      |                     |                     |

## Situation

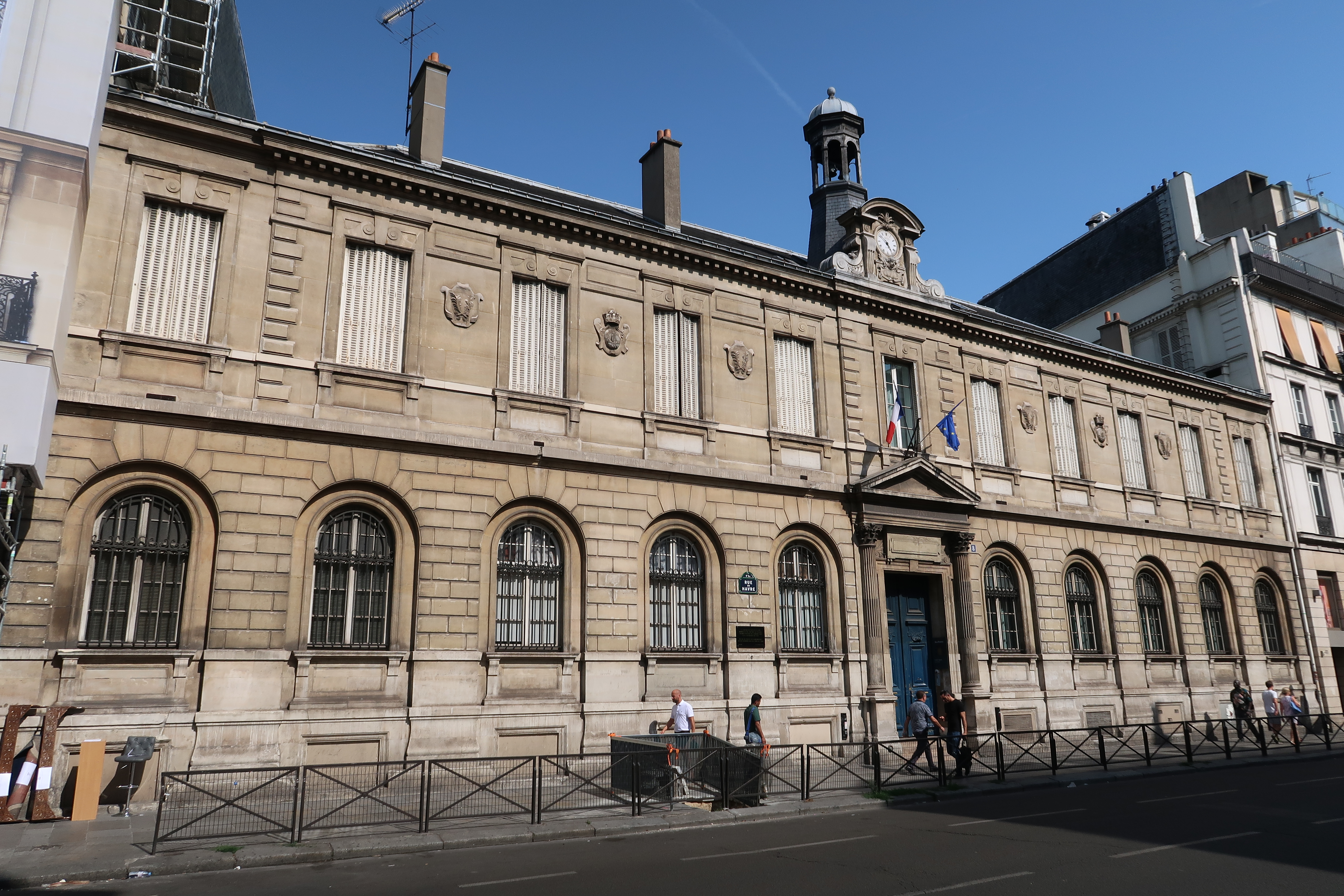
Entrée principale du lycée Condorcet au 8 rue du Havre.

Le bâtiment possède son entrée principale au 8, rue du Havre, derrière laquelle s’étend la cour principale, qui sert de cour de récréation et de terrain de sport. Sous cette cour, se situe en sous-sol le restaurant scolaire de l’établissement. La seconde cour est en réalité le cloître de l’ancien couvent des capucins de la Chaussée-d'Antin, entourée des 4 galeries à colonnes caractéristiques. Une porte de communication, de nos jours condamnée, relie encore la cour à l'église du couvent, l'actuelle église Saint-Louis-d'Antin. Plus petite, cette cour possède plusieurs accès réservés au service sur la rue de Caumartin. Les fenêtres de la façade nord du bâtiment offrent une vue sur le passage du Havre et en particulier sur son jardin extérieur.
Le lycée comporte un CDI (pour les lycéens) et une bibliothèque (pour les étudiants en classes préparatoires). Le CDI est prolongé par un espace d'étude long et étroit, agrémenté d'une grande baie vitrée à laquelle il doit son surnom d’« aquarium ».

### Monument historique
Son cadre est pour partie inscrit et classé monument historique en 1981 puisqu'il se situe dans les bâtiments du couvent des capucins de Saint-Louis-d’Antin, réalisé dans la décennie 1780 par l'architecte néoclassique Alexandre-Théodore Brongniart et devenu bien national dès 1789. Un siècle plus tard, la façade fut conçue par Charles Le Cœur. Fondé en 1803, le lycée a porté de nombreux noms, reflétant l'évolution politique de la France (lycée Bonaparte, puis Bourbon, Fontanes et enfin Condorcet).

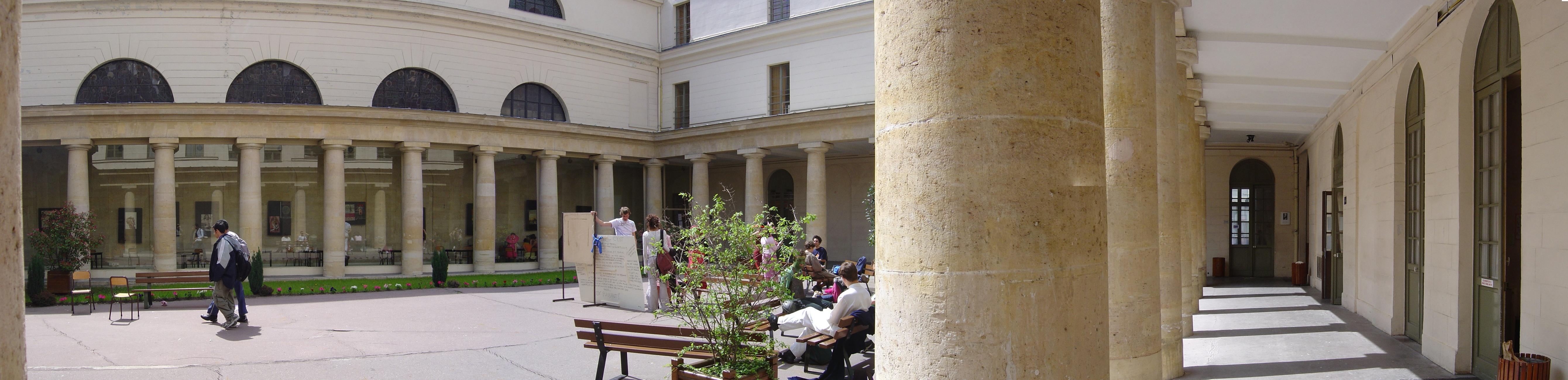
Panorama de la cour intérieure du lycée Condorcet, ancienne cour du couvent de Saint-Louis-d’Antin.

## Proviseurs
- René Binet, premier proviseur (lycée Bonaparte 1804-1812)[19]
- Jean Louis Théodore Chambry (1812-1823)[20]
- Nicolas Legrand (1823-1830)[21].
- Charles Alexandre (1830-1840)
- Marie-Nicolas Bouillet (1840-mars 1848)
- Ragon (mars-septembre 1848)
- Floride Legay (1848-1851)
- Étienne Gros (1851-1856)
- Bernard Forneron (1856-1865)[22].
- Charles Legrand (1865-1878)
- Julien Girard (1878-1892)
- Charles Gidel (1892-1894)
- Désiré Blanchet (1894-1904)
- Alexandre Gazeau (1909-1915)
- Émile Abry (1931-1937)
- André Leroy (1937-1959 ; le 4 avril 1944, il fut néanmoins relevé de ses fonctions par le régime de Vichy pour « mauvais esprit »[6])
- Cabillon (1959-1968)
- Dancer (1968-1975)
- Robert Lohrer (1975-1982)
- André Gauthier (1982-1985)
- Claude Chartrel (1985-1994)
- René Peltier (1994-2004)
- Gérard Lobot (2004-2010)
- Christiane Borredon (2010-2018)
- Patrick Rouil (depuis 2018)

## Personnalités liées au lycée

### Professeurs
- Alain (philosophie)
- Jean-Michel Atlan (philosophie)
- Jules Barni (philosophie)

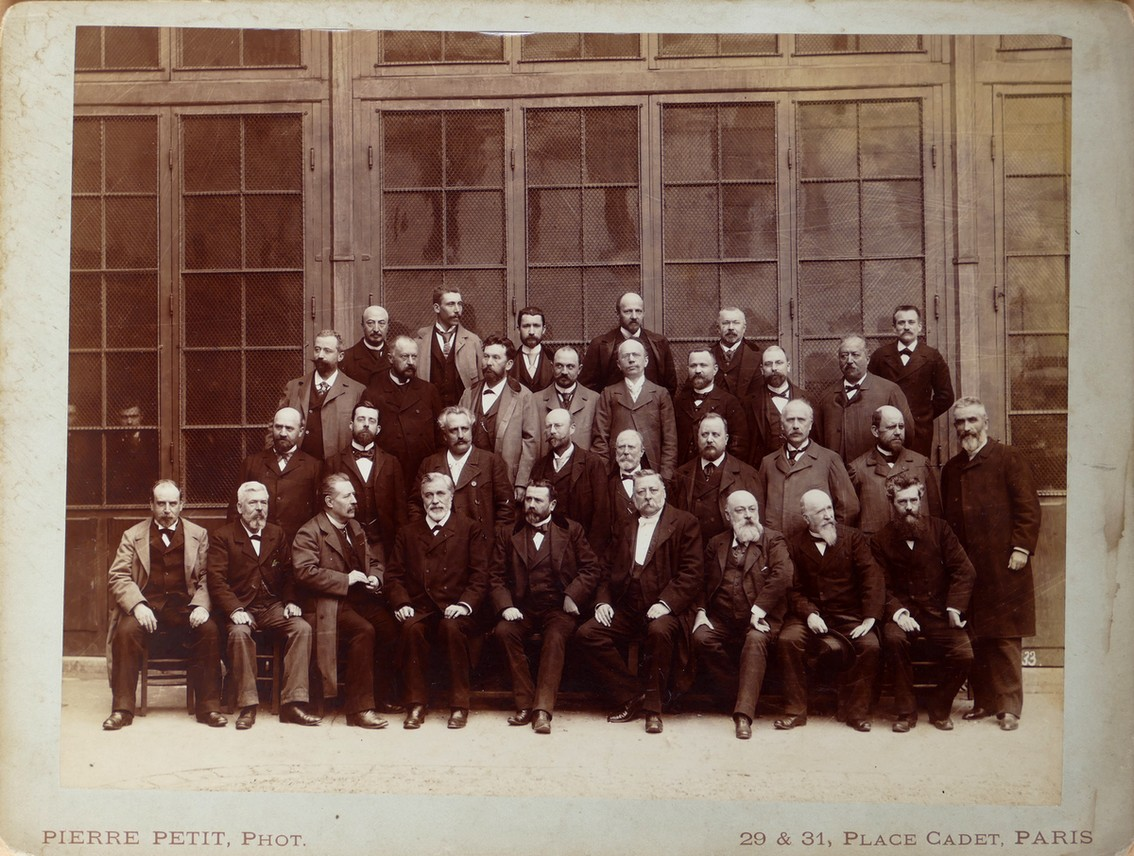
Le corps professoral à Condorcet vers 1882. Photographie de Pierre Petit.

- Jean Beaufret (philosophie, 1955-1972)
- Paul Bénichou (lettres, 1949-1958)
- Louis Benaerts (histoire-géographie)
- Émile Boirac (philosophie, 1882-1897 – espérantophone)
- Fernand Braudel (histoire-géographie)
- Léon Brunschvicg (philosophie)
- Monsieur Champagne (surveillant général, animateur de radio)
- Albert Châtelet (mathématiques)
- Pierre Clarac (lettres, 1927-1932)
- George Cœdès (allemand)
- Félicien Challaye (philosophie)
- Georges Colomb (sciences naturelles, 1882-1884, professeur de Marcel Proust), plus connu sous son nom de plume : Christophe
- Émile Coornaert (histoire)
- Maurice Crouzet (histoire, 1937-1943)
- Victor Cucheval-Clarigny (lettres, professeur de Marcel Proust)
- Édouard Daladier (histoire, 1919)
- Alphonse Darlu (philosophie, professeur de Marcel Proust)
- Paul Desjardins (lettres, 1906-1919)
- Henri Dreyfus-Le Foyer (philosophie)
- Louis Gallouédec (histoire-géographie, 1904)
- Maxime Gaucher (lettres, professeur de Marcel Proust)
- Julien Girard (lettres)
- Jean-Marie Guyau (philosophie)
- Georges Huisman (histoire-géographie, 1925-1931)
- Roger Ikor (lettres)
- Régis Jalliffier (histoire, professeur de Marcel Proust)
- Jean Jaurès (philosophie)
- Charles-André Julien (histoire-géographie)
- Alphonse Karr[23],[24]
- Rémy Knafou (khâgne, géographie, 1984-1988)
- Jules Lachelier (philosophie)
- Jules Lemoine (sciences physiques)
- Stéphane Mallarmé (anglais)
- Maurice Merleau-Ponty (philosophie, 1944-1945)
- Alain Mimoun (EPS)
- Charles Normand (histoire)
- Marcel Pagnol (anglais, 1923-1926)
- François Peyrard (mathématiques et astronomie, 1806)
- Louis Poinsot (mathématiques)
- Olivier Revault d'Allonnes (philosophie)
- Charles Rinn (lettres, 1882-1912)
- Jean-Paul Sartre (philosophie, 1941-1944)
- Amédée Thalamas (histoire-géographie)

### Élèves

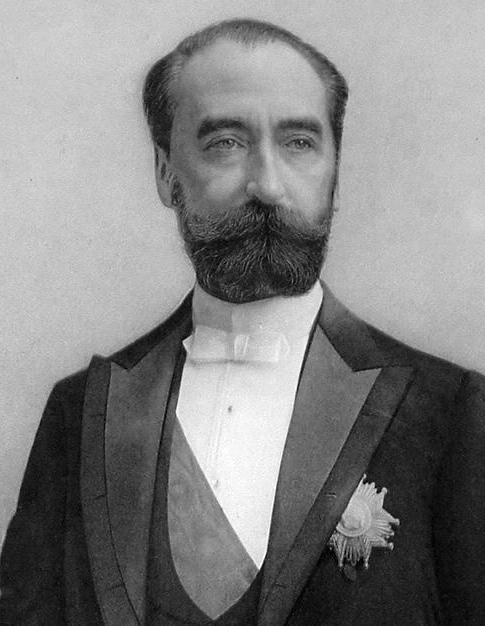
Le président de la République Sadi Carnot
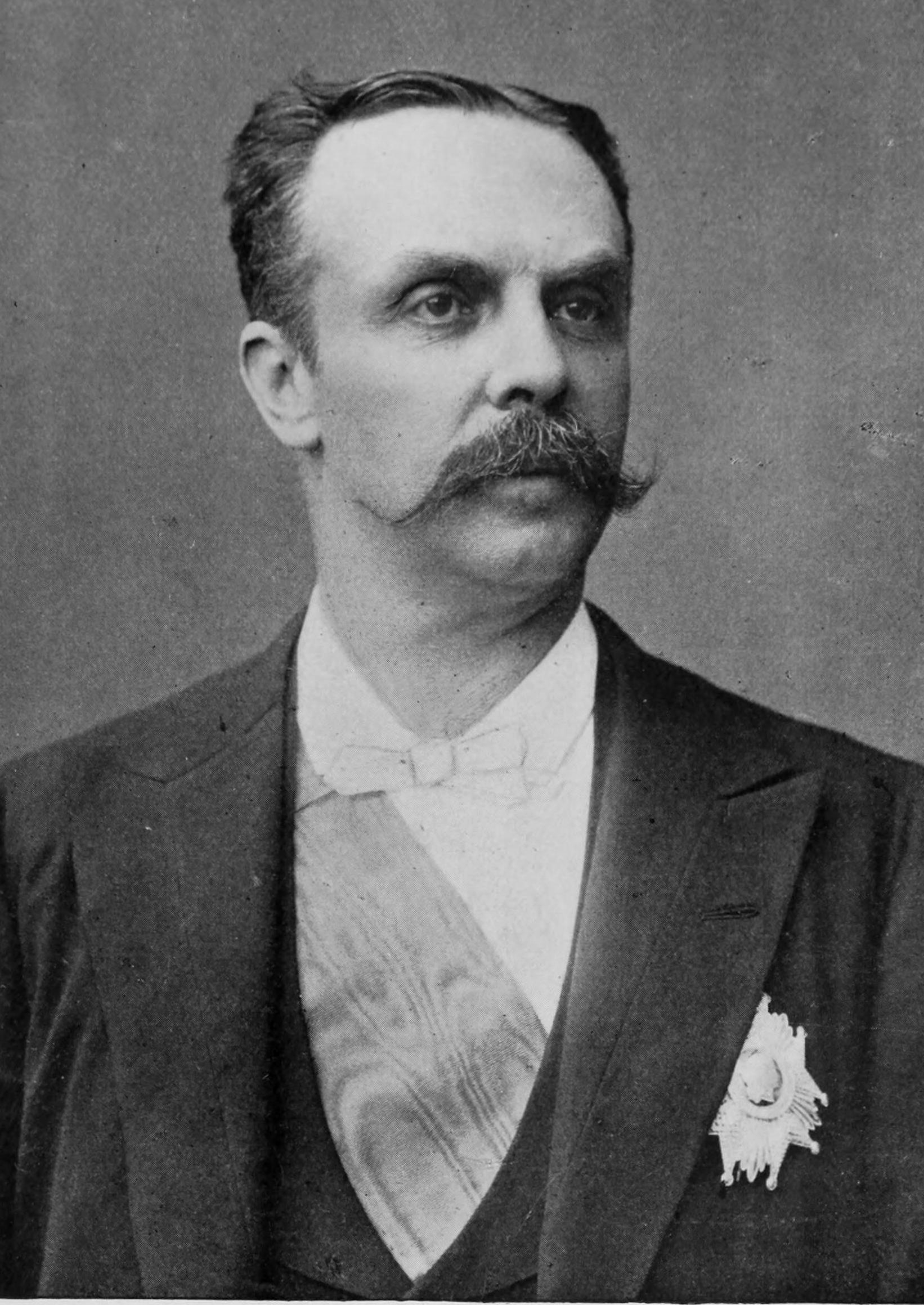
Le président de la République Jean Casimir-Perier
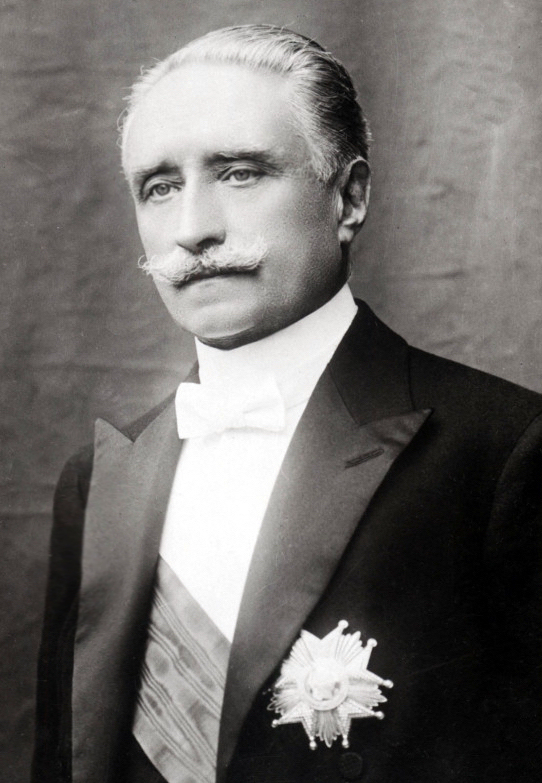
Le président de la République Paul Deschanel
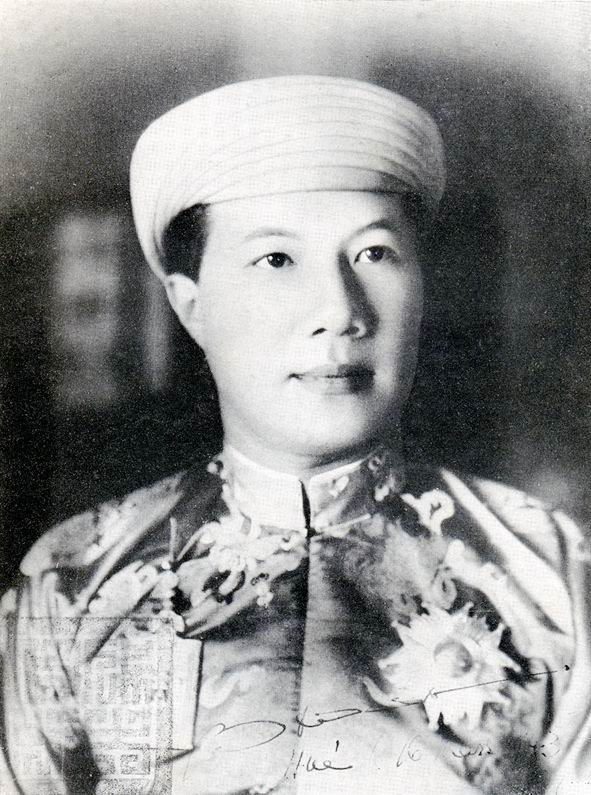
L'empereur du Vietnam Bảo Đại
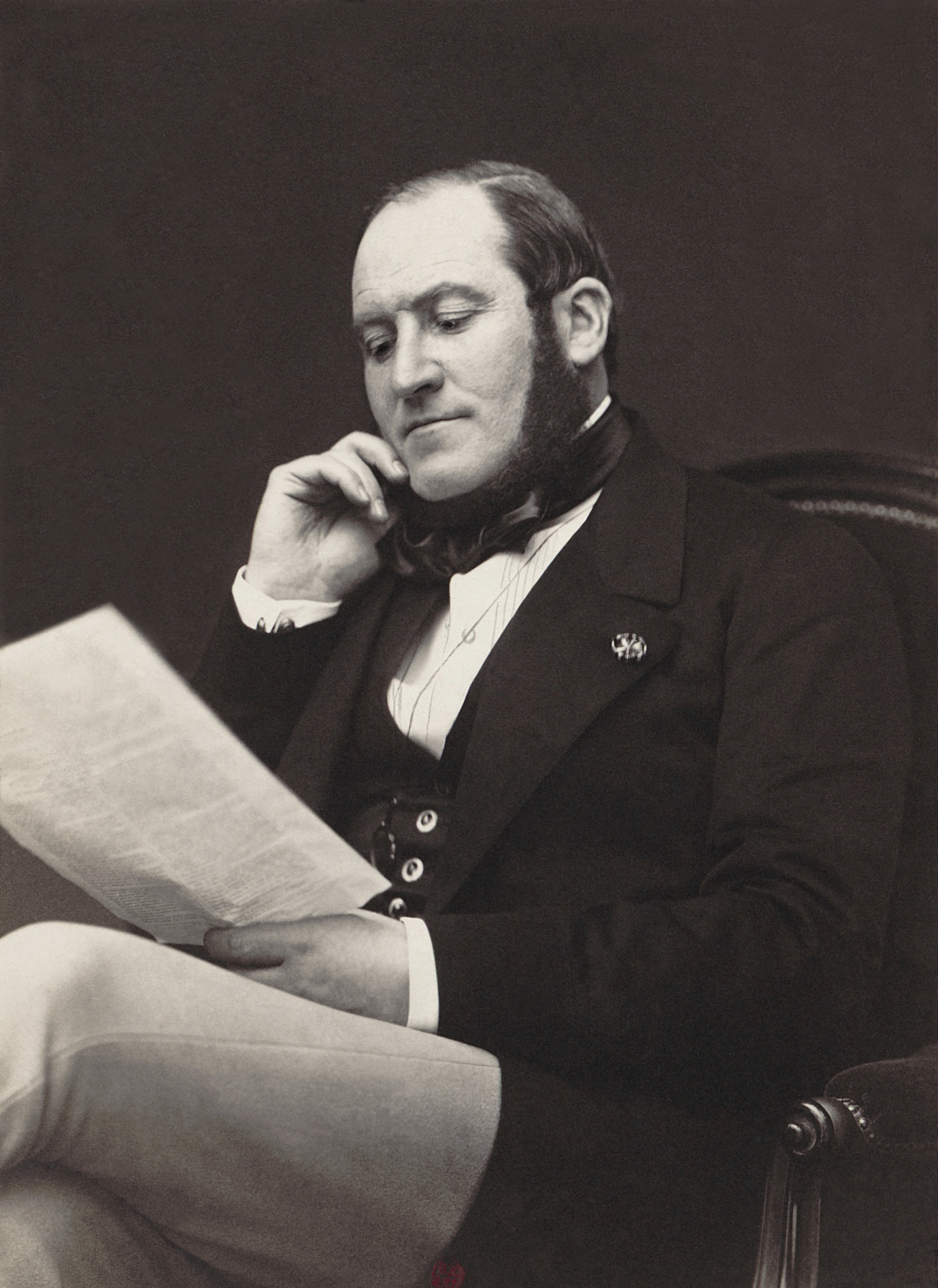
Georges Eugène Haussmann
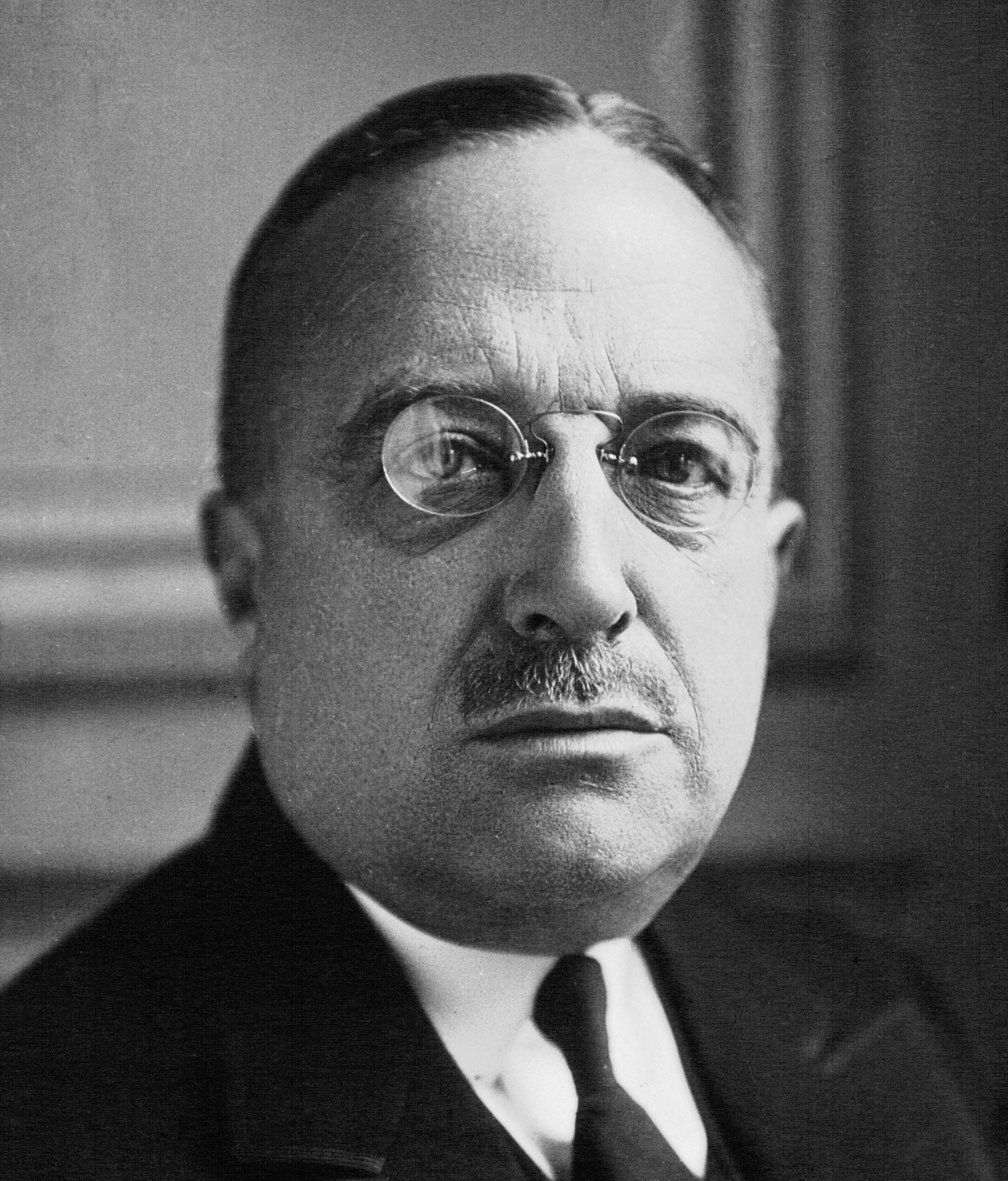
Le président du Conseil André Tardieu
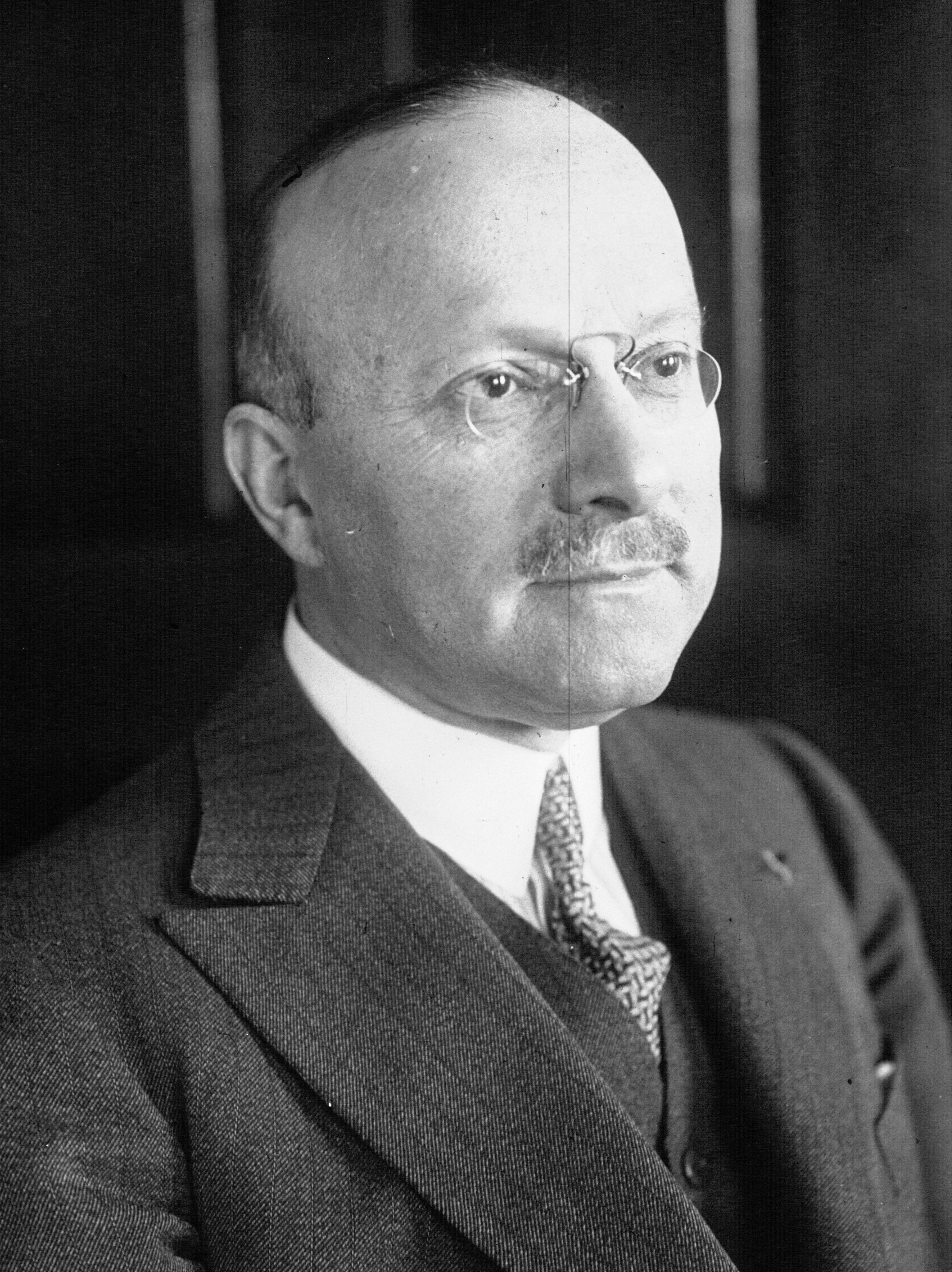
Le fondateur de Citroën, André Citroën
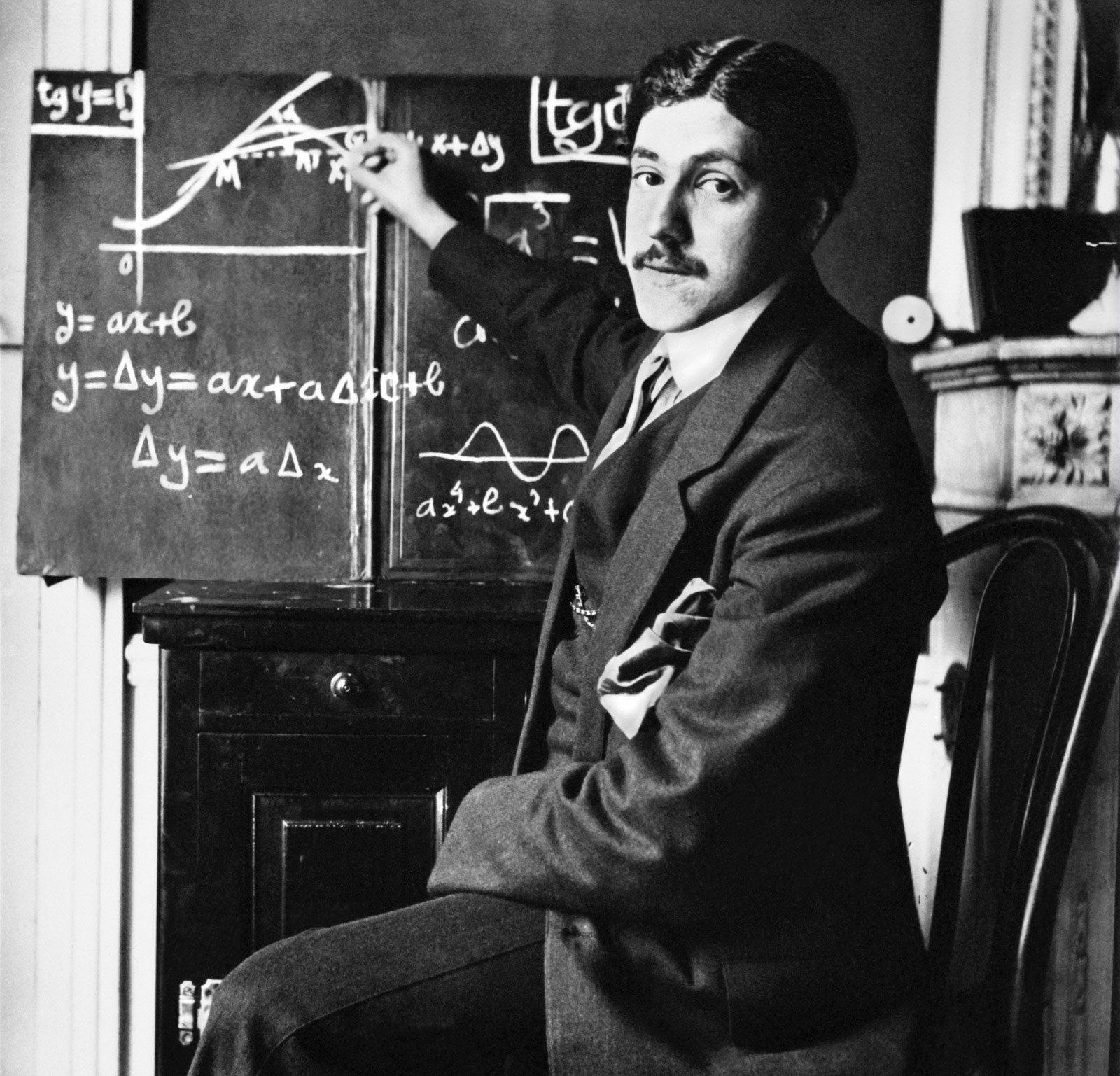
Le fondateur de Dassault Aviation, Marcel Dassault
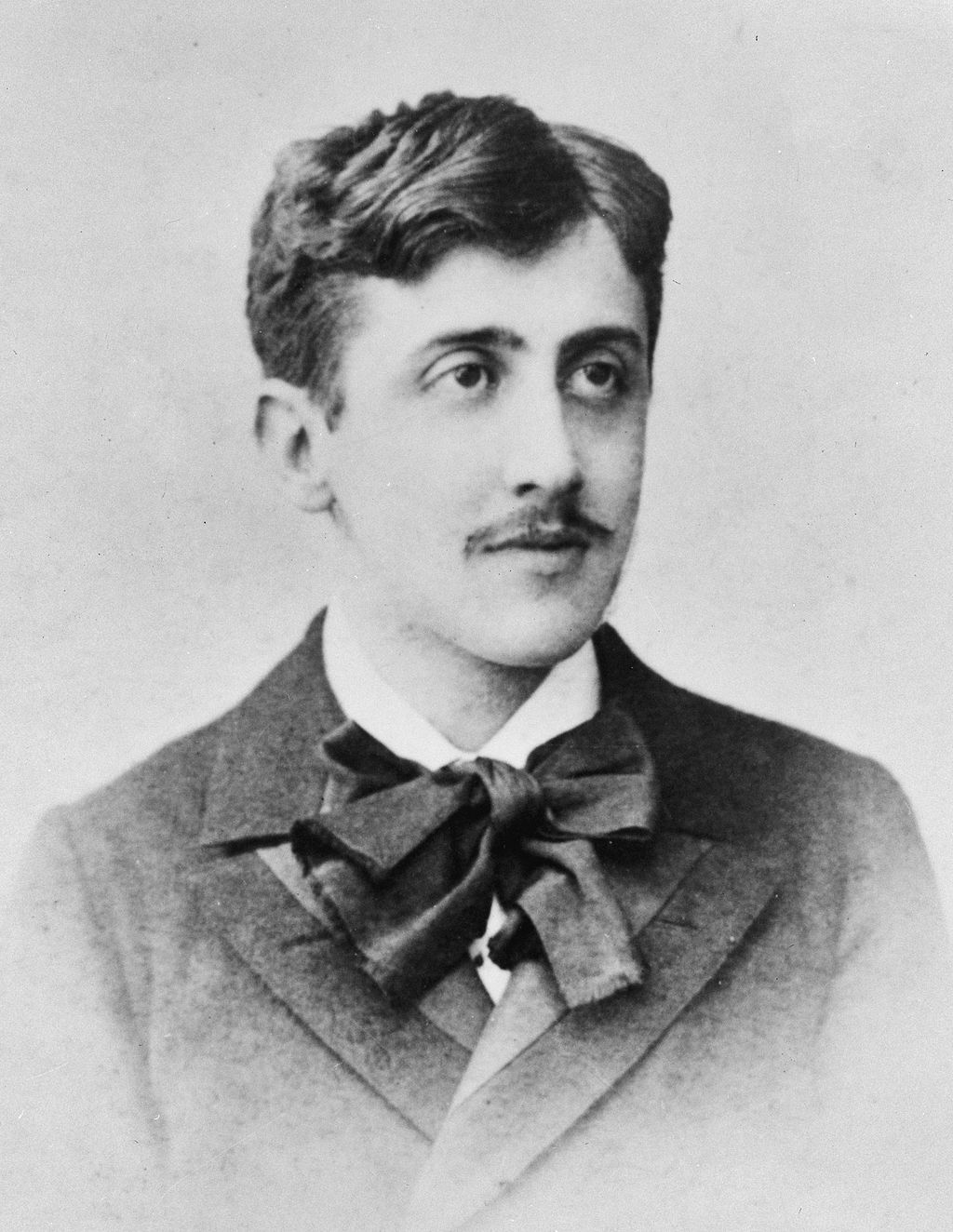
Marcel Proust
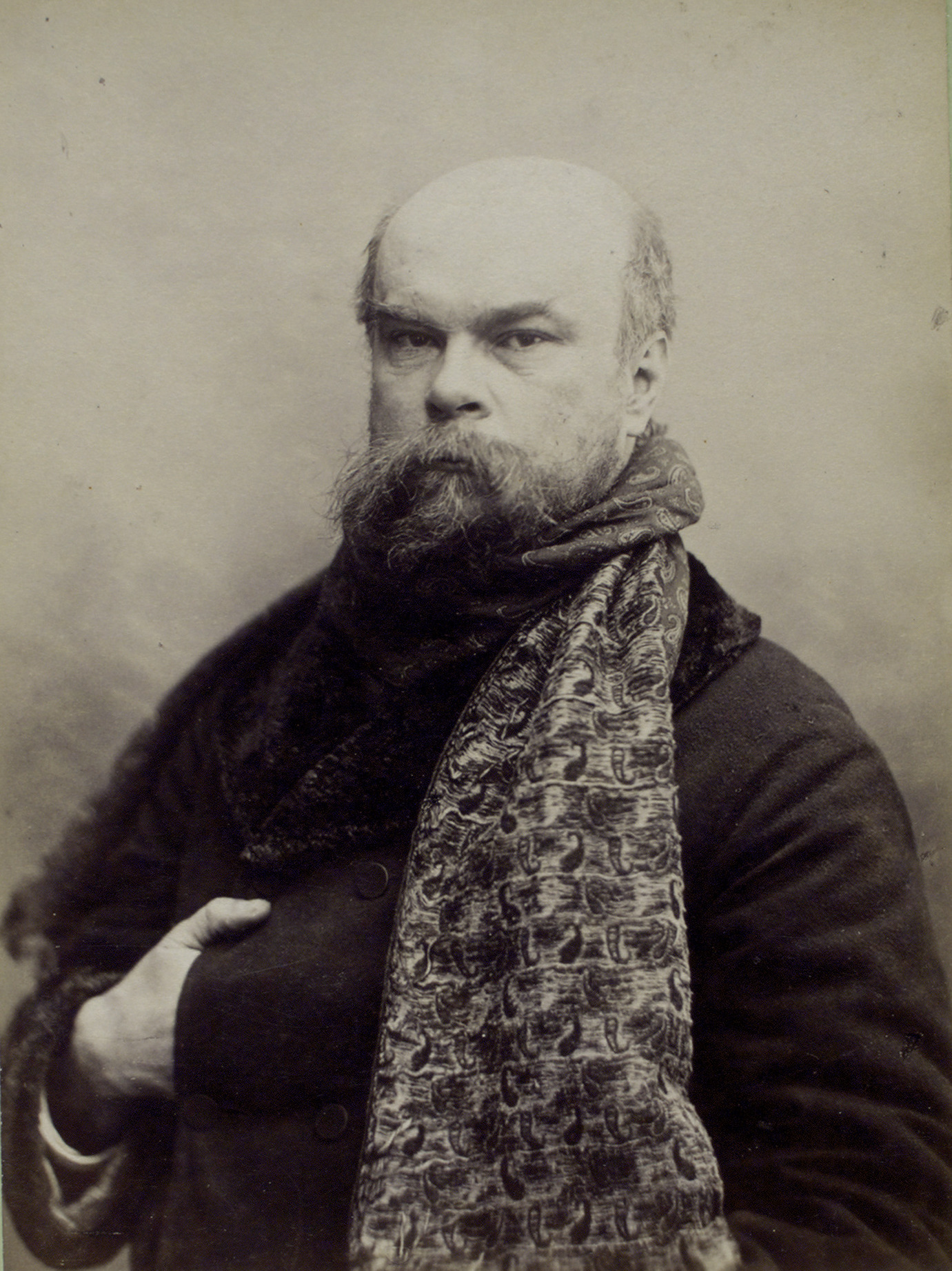
Paul Verlaine
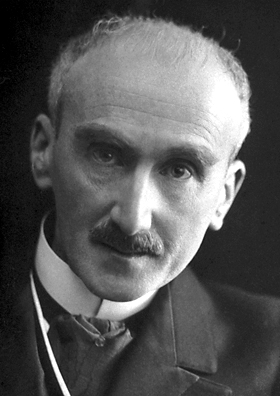
Henri Bergson
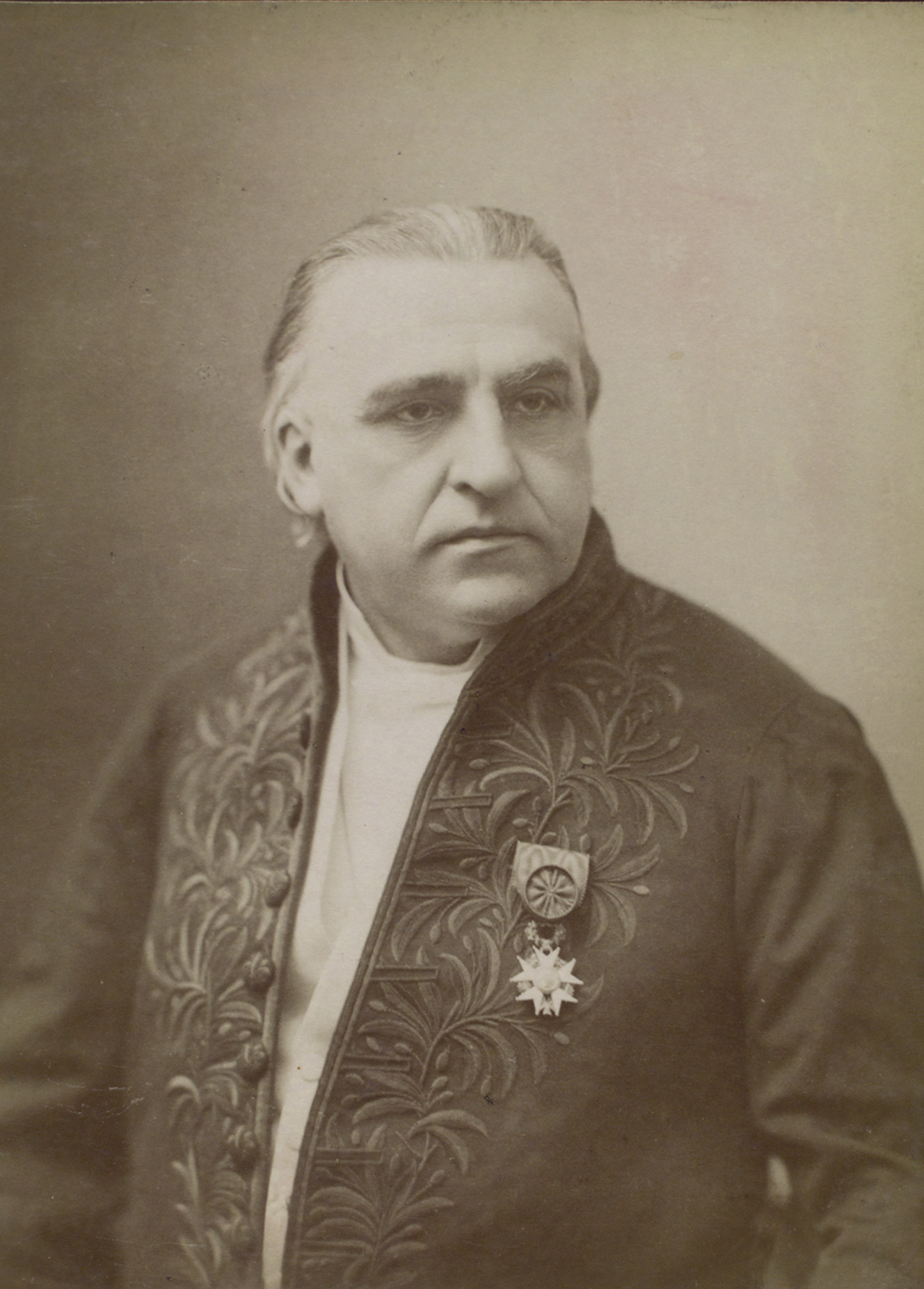
Jean-Martin Charcot
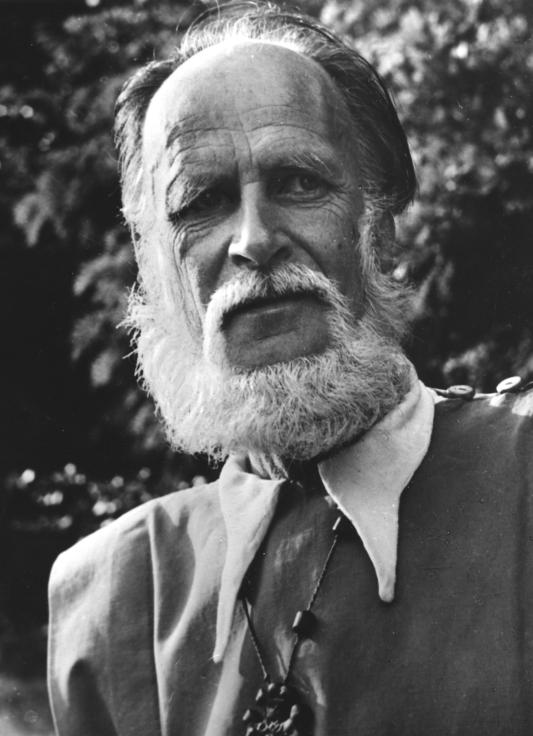
Lanza del Vasto
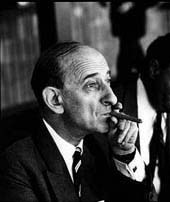
Raymond Aron
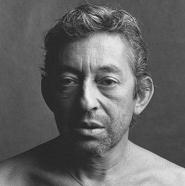
Serge Gainsbourg
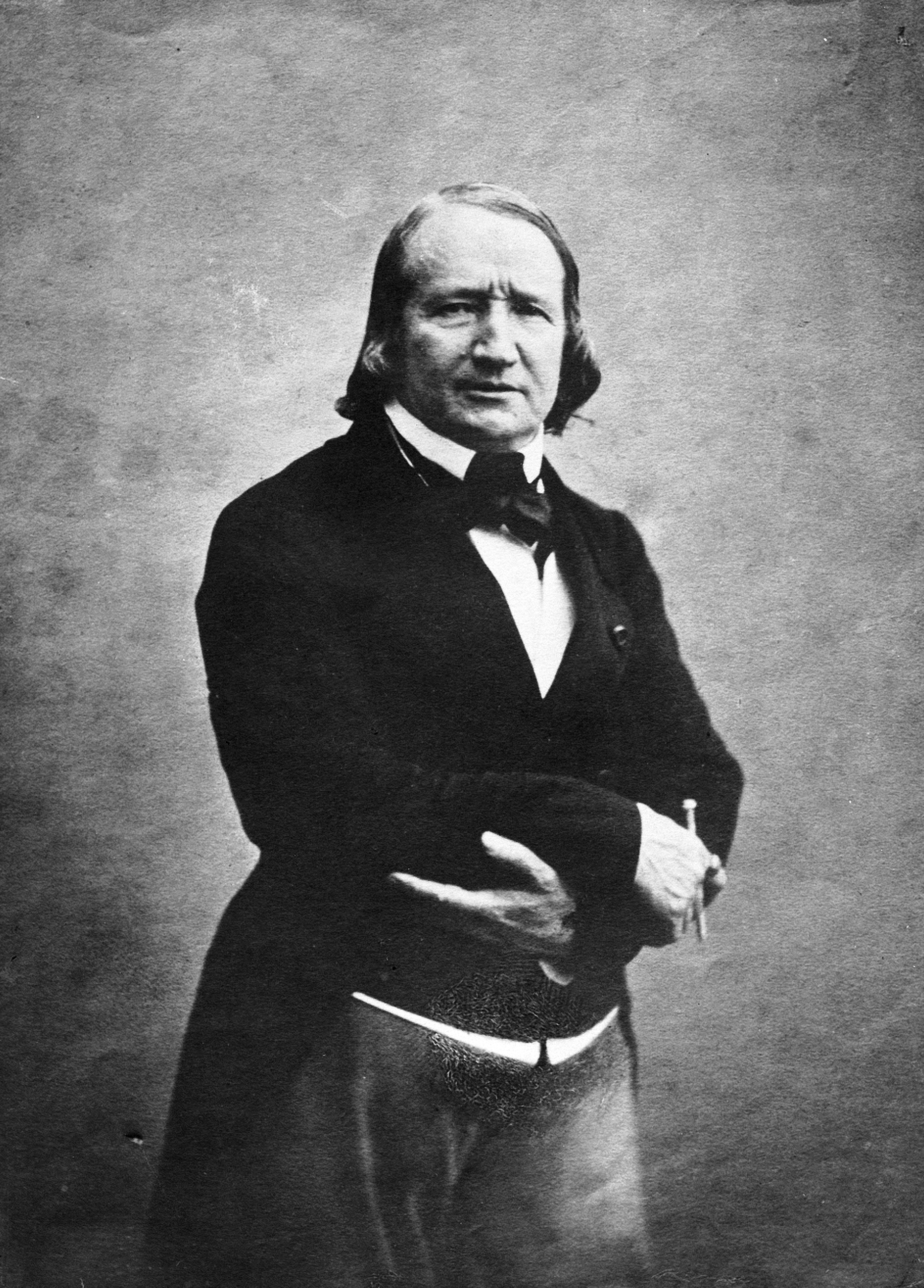
Alfred de Vigny
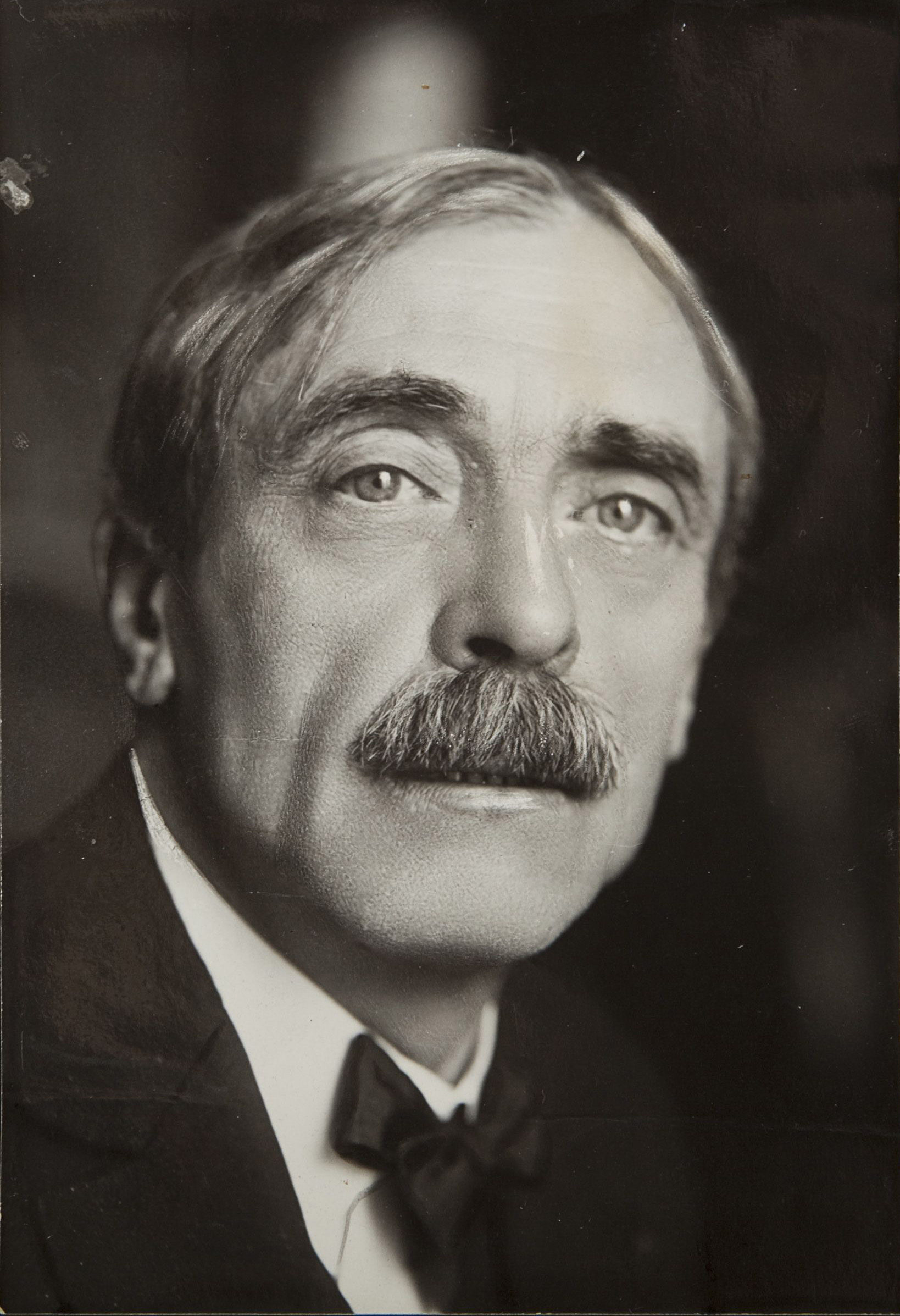
Paul Valéry
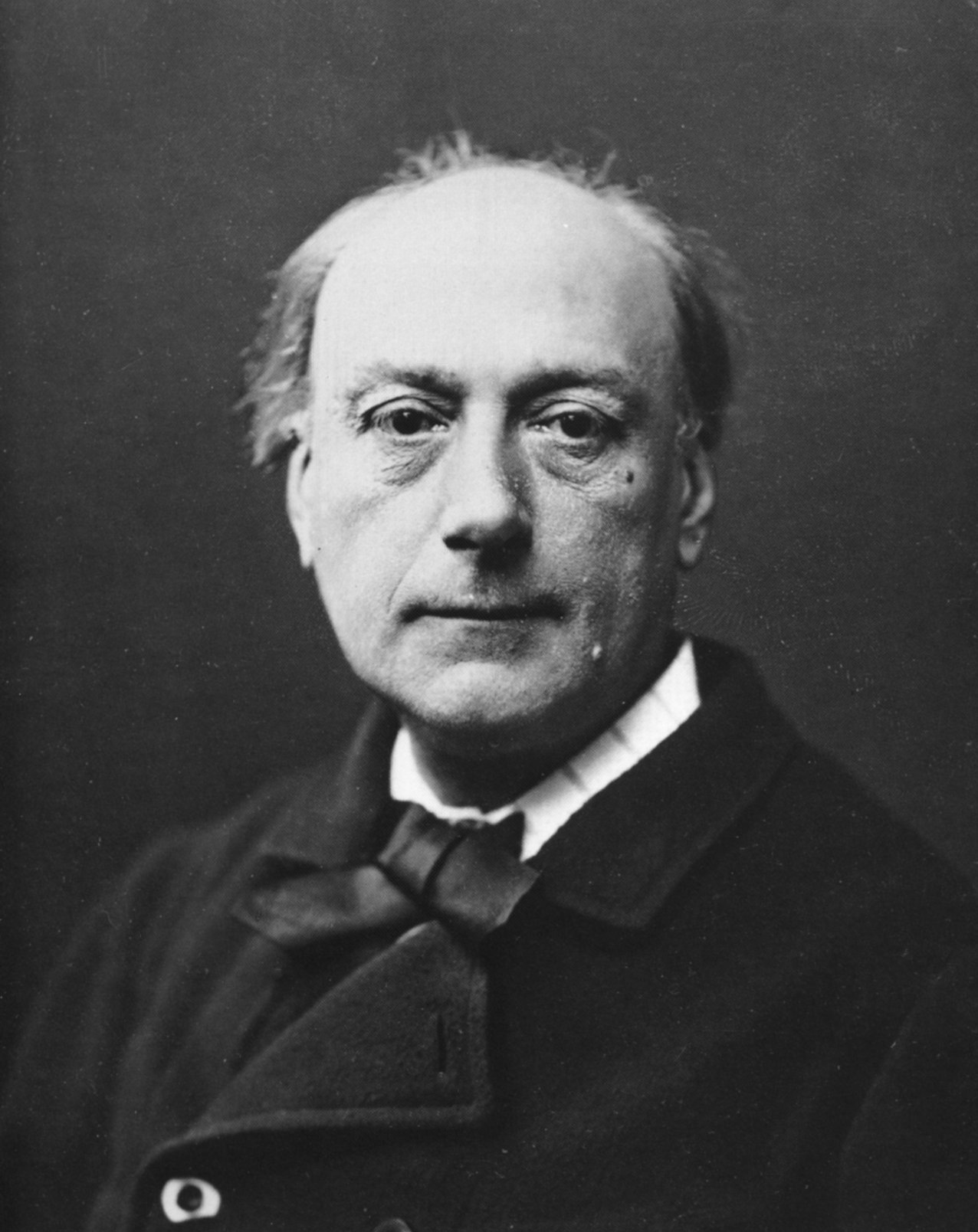
Théodore de Banville
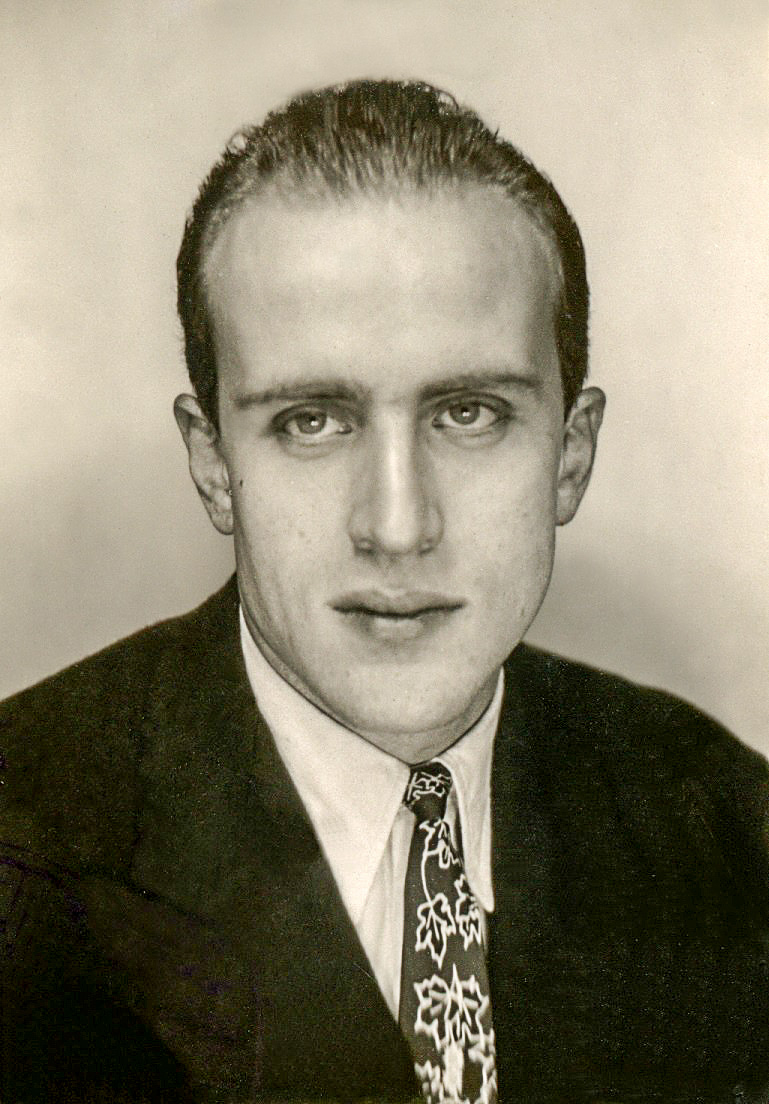
Boris Vian
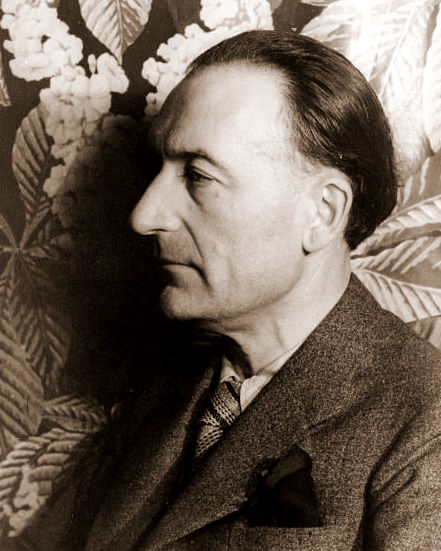
Jules Romains, fondateur de l'Unanimisme
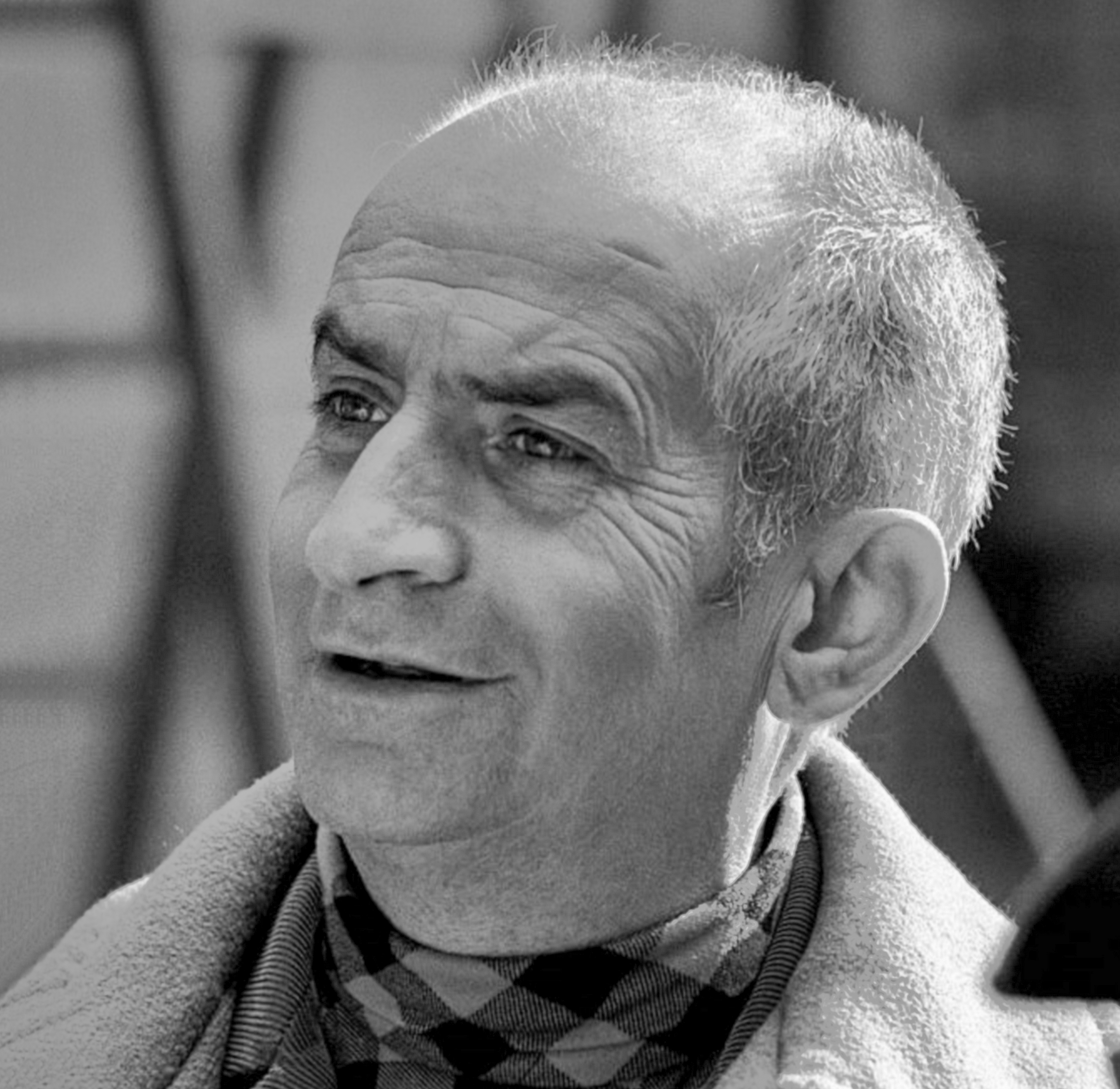
Louis de Funès
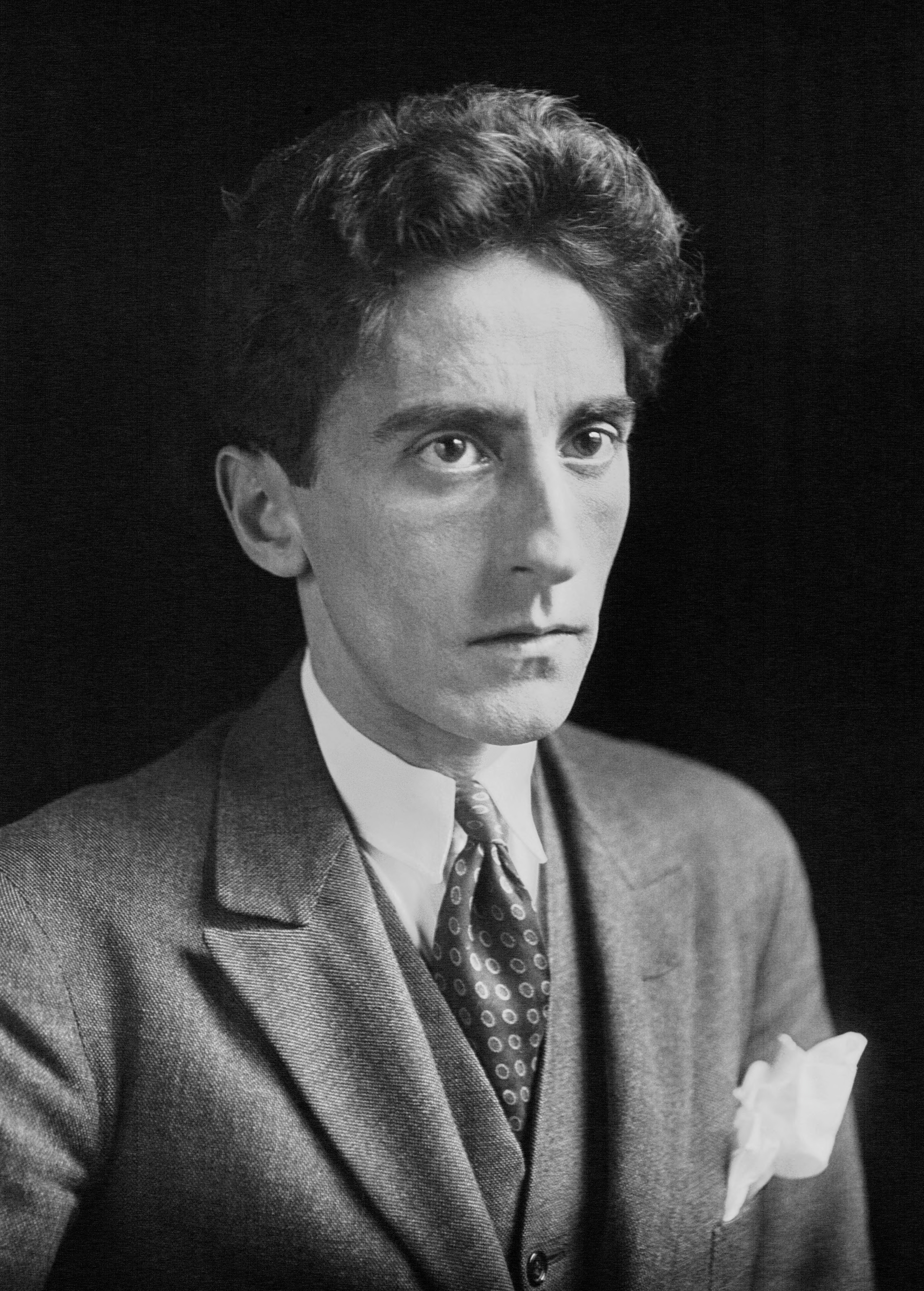
Jean Cocteau
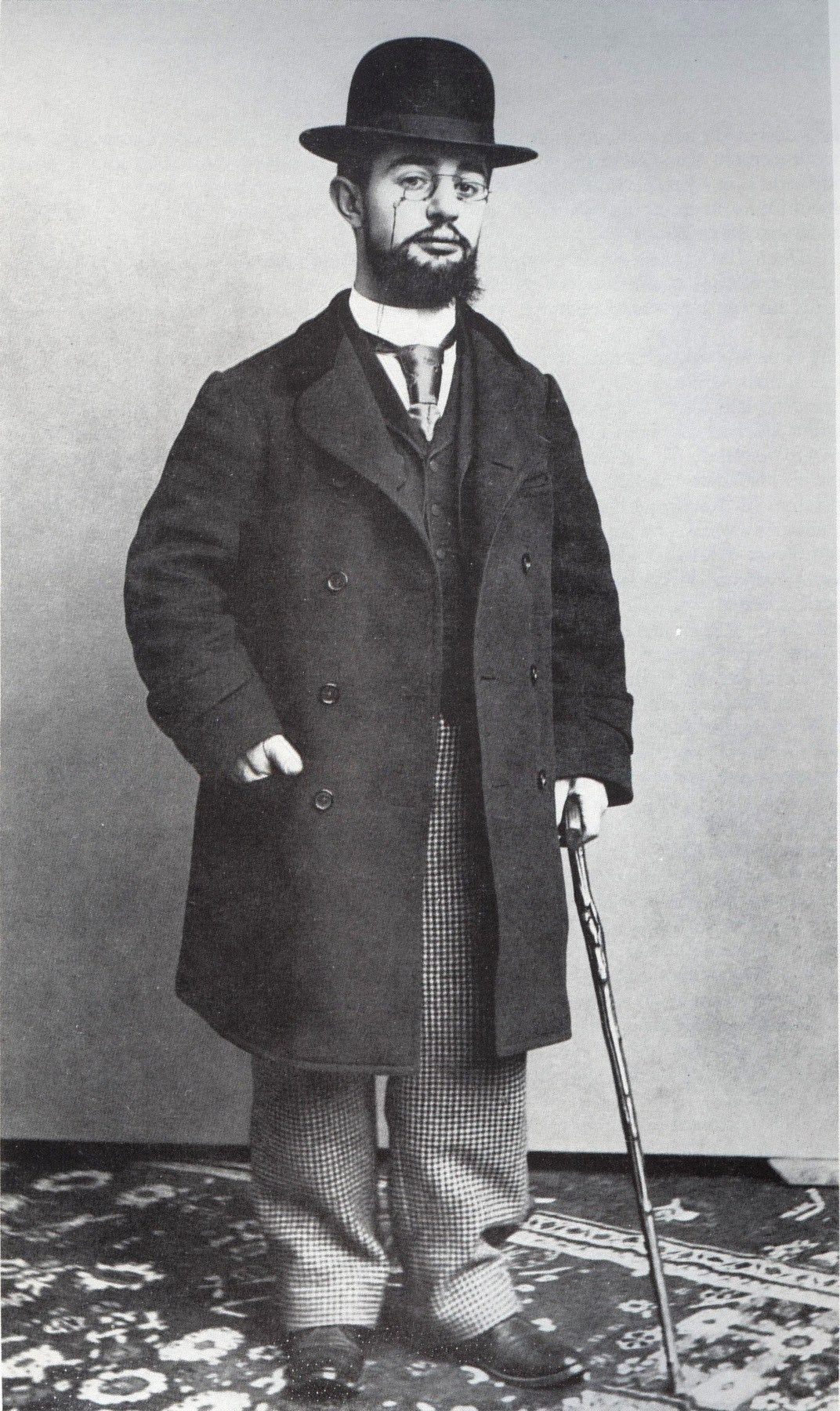
Henri de Toulouse-Lautrec
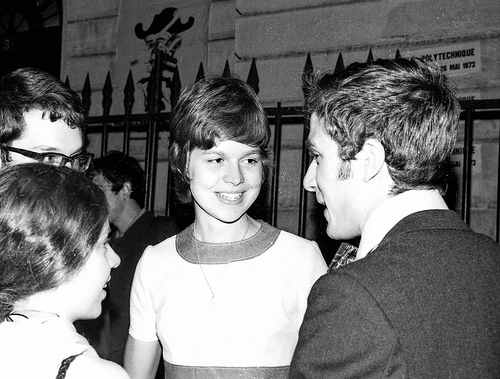
Anne Chopinet
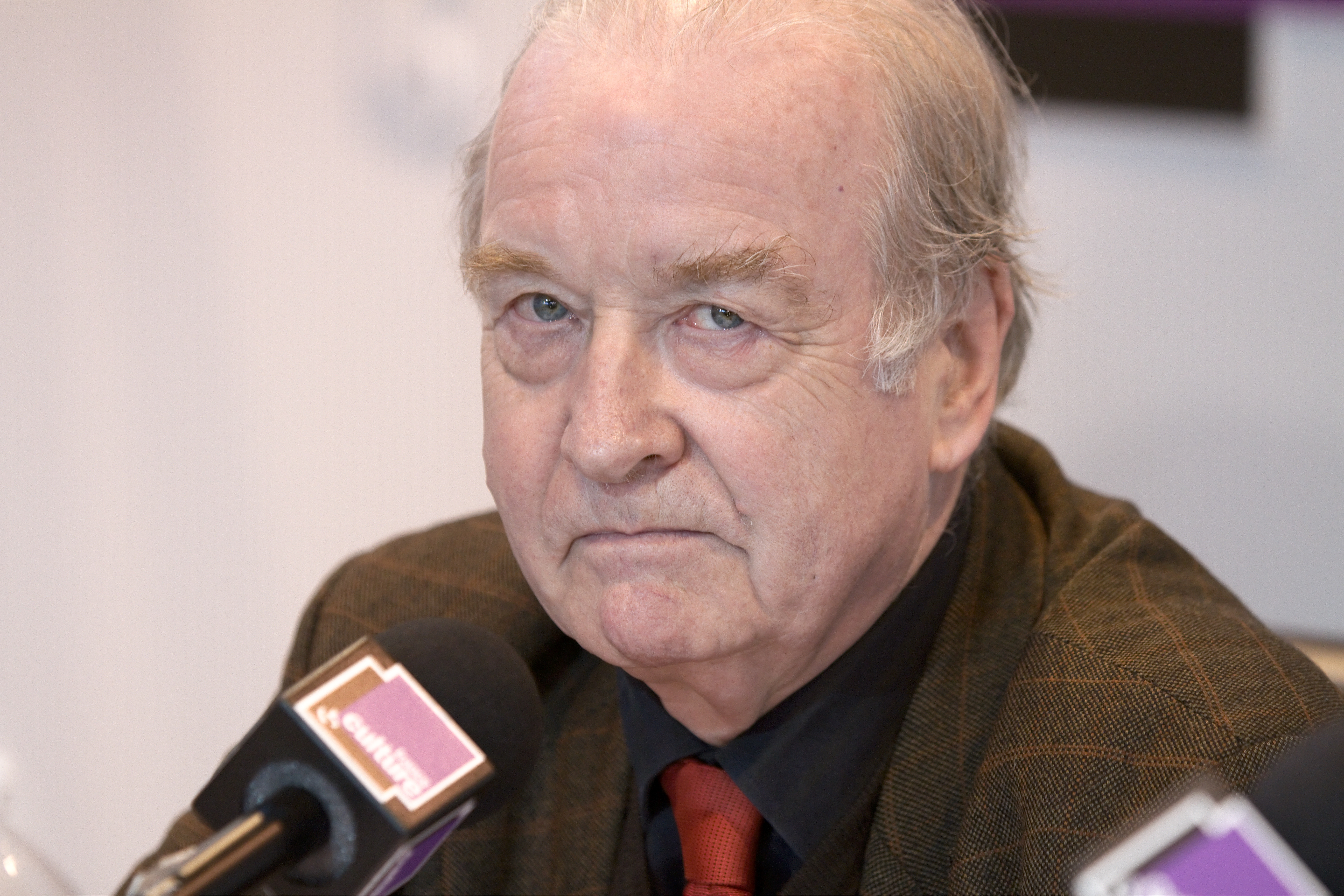
Michel Ciment

Toutes les salles du lycée Condorcet (y compris la salle d'examen (polyvalente), la bibliothèque, etc.) portent les noms de certains de ces anciens élèves.